# الصوافي (حبيش)

تعديل مصدري - تعديل

الصوافي محلة تابعة لقرية الفراوى، التابعة لعزلة الصدر بمديرية حبيش إحدى مديريات محافظة إب في الجمهورية اليمنية، بلغ تعداد سكانها 64 حسب تعداد اليمن لعام 2004.